# Lithobius celer
Lithobius celer är en mångfotingart som beskrevs av Charles Harvey Bollman 1888. Lithobius celer ingår i släktet Lithobius och familjen stenkrypare. Inga underarter finns listade i Catalogue of Life.